# Eclipse (banda)
Eclipse es una banda de hard rock melódico formada en Estocolmo (Suecia), en el año 1999. Está liderada por el joven vocalista, multinstrumentista, compositor y productor, Erik Martensson. Desde sus inicios, el éxito de sus trabajos fue en aumento, así como se fue produciendo una evolución en su sonido, desde sonidos más melódicos a conseguir dirigirse hasta el hard rock. Nutriéndose de las influencias de las principales bandas de hard rock como Whitesnake, Europe, Toto o Chicago, desde su debut en 2001 han conseguido establecerse como una de las bandas líderes del nuevo movimiento regenerador del hard rock melódico. 

## Historia

### Formación y primeros años (1999-2003)
Eclipse se formó en torno a 1999, cuando el joven cantante y guitarrista, Erik Martensson, decide unir fuerzas con dos antiguos amigos a los que conoció durante su estancia en el conservatorio en Estocolmo, el guitarrista Magnus Henriksson y el batería Anders Berlin. Los tres juntos compusieron y grabaron una primera demo de cuatro canciones que enviaron a la discográfica inglesa Z Records, bajo el nombre de Erik Martensson Band. No tardaron en captar la atención del sello inglés, que no dudó en contratarlos y dio a la banda la oportunidad de grabar su álbum de debut, con la nueva y definitiva denominación, Eclipse. Para la grabación del álbum de debut de la banda, contrataron al batería Magnus Ulfstedt como batería provisional, para que de esta manera, Anders Berlin se ocupara de los teclados, aunque finalmente Anders tuvo que dejar la banda, por lo que Magnus Ulfsted se convirtió en miembro fijo. El puesto del bajista lo iba a ocupar en un principio Andreas Olsson, pero abandonó la formación para unirse a Narnia, por lo que, definitivamente, fue contratado el bajista Fredik Folkare para completar la formación. 

### The Truth And A Little More(2001)
De esta manera, su primer álbum titulado The Truth And A Little More, se publicó en 2001. Este disco contó con importantes colaboraciones como Kee Marcelo (Europe) en la guitarra, Mats Olausson (Yngwie Malmsteen) se encargó de grabar la parte del teclado, tras el abandono de la banda de Anders Berlin, y un dueto con la vocalista sueca Pandora, Anneli Magnusson. A pesar del discreto número de ventas obtenido con este primer álbum, lograron un objetivo fundamental, que fue el de conseguir establecer el nombre de Eclipse dentro de la escena del AOR.

### Consolidación y éxito definitivo (2004-2008)
A pesar del relativo éxito entre el público, Eclipse causó un gran entre los críticos del hard rock melódico y consiguieron llamar la atención de una de las firmas de mayor relevancia del género melódico a nivel internacional, Frontiers Records. El nuevo contrato firmado con el sello napolitano, supuso un punto de inflexión y un salto de calidad en la trayectoria de Eclipse. Durante el periodo de grabación de su segundo álbum, la banda siguió sin contratar a un teclista, por lo que en un principio, Mats Olausson volvería a encargarse de la grabación de los teclados, pero finalmente la banda encontró en Johan Berlin (hermano de Anders Berlin), antiguo teclista de Timescape, el miembro que les faltaba para completar su formación y grabar su segundo trabajo. 
En febrero de 2004, Eclipse participó junto a un gran número de músicos como Bruce Kulick (ex Kiss), Mic Michaelli (Europe), Jeff Scott Soto (Talisman), Thomas Vikström (ex Candlemass), Mats Levén (At Vance) o Janne Stark (ex Overdrive) entre muchos otros en un proyecto de homenaje a la banda británica The Sweet, conocida posteriormente como Sweet. El proyecto dio como resultado el disco tributo titulado The Sweet According To Sweet. El disco fue publicado el 9 de febrero de 2005 a través de la discográfica Rivel Records, dirigida por Christian Rivel, un fan acérrimo de la banda británica. La idea de Rivel fue la de rendir tributo a la legendaria banda, tras el fallecimiento de su batería Mick Scott en 1997 y de su líder y vocalista Brian Connoly en 2002. Eclipse fueron invitados a participar junto a gran cantidad de músicos conocidos seguidores de Sweet, e interpretaron la canción "Need A Lot Of Lovin".

### Second To None(2004)
Tras más de dos años trabajando en el estudio, el segundo disco de Eclipse salió a la venta en abril de 2004 bajo el título de Second To None. Este lanzamiento recibió una acpetación positva entre los fanes del género y supuso la confirmación de Eclipse como una de las bandas líderes dentro del panorama melódico. Este éxito les permitió realizar varios conciertos, pero aunque no lograron completar una gira como cabezas de cartel, llegaron a acompañar al legendario cantante Graham Bonnet (Alcatrazz, Rainbow) como teloneros en un concierto.
Tras la gran buena respuesta obtenida con Second To None tanto por parte de la crítica como del público, la discográfica Frontiers Records decidió mantenerlos en su plantilla y realizó una firme apuesta de futuro en su música.

### Are You Ready To Rock(2008)
En 2006, el baterista Robban Bäck abandonó la banda alegando problemas internos y falta de comunicación con el resto de los miembros. Su sustituto en la formación fue Magnus Ulfsted. Determinados problemas y cambios en la formación clásica de la banda, como el mencionado cambio de batería y la salida del bajista Fredrik Folkare, causaron que el lanzamiento de su nuevo disco se retrasara más de lo esperado. Finalmente Erik Martensson y Magnus Henriksson, que se habían consolidado como una inseparable pareja musical y una de los mejores equipos de los últimos diez años, tomaron de nuevo las riendas del proyecto y en el verano de 2007 volvieron al trabajo, logrando componer todas las canciones del futuro disco en apenas siete días. De esta manera, la banda encaminó su proyecto más ambicioso hasta el momento, que se materializaría en 2008 con el lanzamiento de su tercer disco de estudio, Are You Ready To Rock. Con este trabajo, Eclipse encontró definitivamente la dirección hacia la cual dirigir su carrera musical, debido en parte a que, en palabras del propio Erik Martensson, “hasta entonces la escena del rock melódico se encontraba en el limbo, no estaba de moda”. El álbum salió a la venta el 10 de octubre y desde el primer momento el disco obtuvo una gran acogida, superando con creces la de sus dos trabajos previos. Considerado tanto por el público como por los expertos como el mejor disco de Eclipse hasta la fecha e incluso como una obra de culto del género y uno de los principales artífices de la renovación y el auge de la nueva era del hard rock melódico. Destaca entre las menciones positivas recibidas por el disco, la consideración por parte de MelodicRock.com como el cuarto mejor disco del año.
Prueba de ello fue la inclusión de uno de los temas más destacados del disco, To Mend A Broken Heart en el recopilatorio Rock The Bones Vol. 6. Este recopilatorio está lanzado a manos de la discográfica Frontiers Records, que reúne en cada edición los mejores temas que se han publicado recientemente en su firma. Este volumen 6 fue publicado en 2008, y junto al tema de Eclipse, aparecen canciones de grupos como Asia, Dokken, House Of Lords, White Lion, Work Of Art, Glenn Hughes, Jimi Jamison o Jorn entre otros.
Are You Ready To Rock supuso un definitivo punto de inflexión en la carrera de Eclipse y les brindó su primera gran oportunidad, nada menos que la de participar en el festival británico Firefest. Desde su primera edición celebrada en 2005, se ha convertido en un referente absoluto, en el que cada año se reúnen algunas de las mayores bandas clásicas del rock melódico, junto a jóvenes bandas emergentes, como fue el caso de Eclipse. Estos participaron en la sexta edición del festival, celebrada los días 23 y 24 de octubre de 2009, y en el que compartieron cartel y escenario con bandas como FM, Crown Of Thorns, H.E.A.T, The Poodles, Treat, Bad Habbit o Drive, She Said, entre otros.
Este acontecimiento, junto con la ocasión que tuvieron de abrir concierto como teloneros de Deep Purple, supusieron el salto más importante en su carrera, y colocó su nombre y el de algunos de sus miembros en la primera línea del mercado musical.
Desde ese momento, Erik Martensson realizó multitud de colaboraciones como productor, compositor, arreglista y músico de estudio con bandas y músicos de la talla de Toby Hitchcock, Jimi Jamison, First Signal, Bobby Kimball o Erik Gronwall entre muchos otros. Junto con su inseparable compañero Magnus Henriksson, encabezaron un ambicioso proyecto paralelo a Eclipse con el que contaron con Robert Säll, guitarrista de Work Of Art y con el vocalista Jeff Scott Soto (Talisman), uno de los cantantes más reputados del género. De esta manera nació W.E.T (Work Of Art, Eclipse y Talisman), cuyo álbum de debut homónimo vio la luz el 6 de noviembre de 2009. El disco fue elegido por MelodicRock.com como el mejor disco del año. El buen recibimiento del disco contribuyó al lanzamiento de tres sencillos con sus respectivos vídeos, correspondientes a los temas "One Love", "Comes Down Like Rain" y "Brothers In Arms". Este último sencillo que fue compuesto exclusivamente por Magnus Henriksson y que originalmente iba a ser un tema de Eclipse, fue elegido como la mejor canción del año en los premios de MelodicRock.com de 2009.
Este fue el primer y único disco del supergrupo en el que participó el bajista Marcel Jacob (Talisman, Yngwie Malmsteen, Europe) debido a su fallecimiento el 21 de julio de 2009, a los 45 años de edad.

### Nueva etapa:Bleed And Scream(2012)
Tras concluir la promoción del álbum de debut de W.E.T, los miembros de Eclipse que participaban en ese proyecto (Erik Martensson, Magnus Henriksson y Robban Bäck) volvieron a centrarse en Eclipse, en vista de la publicación de un cuarto trabajo. 
Las expectativas creadas alrededor de la banda a raíz de sus últimos trabajos eran muy grandes. Desde la publicación de Are You Ready To Rock en 2008 y el disco homónimo de W.E.T en 2009, los miembros de Eclipse, especialmente Erik y Magnus se encontraban inmersos en el trabajo de composición y producción de su nuevo y cuarto disco. El resultado de estos años de trabajo se materializó el 24 de agosto de 2012, fecha de salida al mercado de Bleed And Scream.  
Con este nuevo lanzamiento, la respuesta fue unánime, habían superado todas las expectativas y habían alcanzado otro nivel musical más completo todavía que en sus trabajos previos. Un distintivo del éxito de Bleed And Scream fue que la banda consiguió grabar su primer videoclip, con el sencillo homónimo que lanzaron como adelanto del disco.  
En la primera semana del disco en el mercado, entró en las listas de ventas de Suecia (Sweden Album Top 60) en el puesto 51, manteniéndose dos semanas entre los discos más vendidos de su país natal, y llegando a alcanzar el puesto 44 durante su segunda semana de pertenencia en los carteles de ventas.  
La recepción entre la crítica especializada no pudo ser más positiva y el disco logró colocarse en multitud de listas destinadas a recoger los mejores discos publicados cada año e incluso llegando a ser considerado por algunos como el mejor disco de hard rock melódico del milenio. 
El éxito de Bleed And Scream permitió a Eclipse organizar su primera gira como cabezas de cartel, tocando en multitud de fechas dentro de Suecia y llegando a realizar importantes conciertos por diversos países de Europa. También lograron la confirmación para la participación en importantes citas como en la décima edición del festival británico Firefest, en octubre de 2013, el Väsby Rock Festival en Suecia, durante el mes de agosto de 2013 o el Melodic Rock Fest, en Chicago durante el mes de septiembre de 2013.   
El segundo sencillo extraído del álbum fue Wake Me Up, cuyo videoclip se publicó el 5 de diciembre de 2012.
Tras el rotundo éxito de Bleed And Scream, a finales de 2012 se hizo pública la próxima publicación del segundo disco de W.E.T, fechada para febrero de 2013. Esta publicación estuvo acompañada de la salida del primer sencillo de adelanto del álbum, llamado Learn To Live Again. Un més después, ya en enero de 2013 fue publicado Love Heals, el segundo sencillo, también de adelanto. Ambos sencillos se publicaron junto a sus correspondientes vídeos. Todavía previo al lanzamiento definitivo del álbum, el 17 de enero se produjo el concierto de presentación del mismo en Estocolmo, el cual fue grabado para una futura edición en CD y DVD.
Finalmente, el segundo álbum de W.E.T, Rise Up fue publicado el 22 de febrero, debutando en el puesto 22 de las listas de ventas de Suecia, y en el número 68 de las listas Suizas. Al contrario de cómo sucedió con su álbum de debut, en el que todas las canciones correspondían a material que previamente habían grabado Erik Martensson y Robert Sall para Eclipse y Work Of Art respectivamente, las canciones del nuevo disco fueron escritas y compuestas de manera conjunta por todos los miembros de la formación.

## Estilo musical e influencias
Eclipse es una banda de hard rock melódico caracterizada por composiciones que reúnen fuerza en la guitarra y en la batería y melodías características del género a partes iguales. Se nutren principalmente de las influencias de bandas como Whitesnake, Europe, Talisman, Treat, Journey, Pretty Maids o Toto, entre muchos otros grupos distinguidos dentro del género melódico. Se les ha considerado como una de las bandas más innovadoras de un género caracterizado por su poca evolución, y al que han conseguido insuflar una nueva corriente musical con mayor frescura. Han sido incluidos por la crítica especializada junto a bandas actuales como H.E.A.T, Work Of Art, Crown Of Thorns, W.E.T, Edge, Reckless Love o Diamond Dawn dentro de la NWOAOR (New Wave Of A.O.R) caracterizada por la regeneración del género melódico en los últimos años.  A pesar de esta denominación, en recientes entrevistas, el líder de Eclipse, Erik Martensson ha afirmado que no se consideran para nada una banda AOR, sino que básicamente tocan hard rock, por lo que pueden ser incluidos definitivamente como una banda de hard rock melódico.  
De la misma manera en sus primeras composiciones se aprecia la influencia de las grandes bandas del hard rock melódico, su evolución musical los ha llevado hasta su último disco, Bleed And Scream, en el que se aprecia un mayor poderío de los riffs potentes y heavys, relegando las melodías a un segundo plano, aunque sin perder su esencia en ningún momento. En esta evolución, se aprecia también la influencia de otras bandas clásicas como Slayer, Megadeth, King Diamond, Testament, W.A.S.P. o AC/DC, de las que se declaran reconocidos fanes desde siempre.

## Discografía

### Álbumes de estudio
- The Truth And A Little More (2001)
- Second To None (2004)
- Are You Ready To Rock (2008)
- Bleed And Scream (2012)
- Armageddonize (2015)
- Monumentum (2017)
- Paradigm   (2019)
- Wired (2021)
- Megalomanium (2023)
- Megalomanium II (2024)

### Álbumes en vivo
- Viva la Victouria (2020)

### Álbumes recopilatorios
- The Sweet According To Sweet (Homenaje a Sweet) (2004)
- Rock The Bones Vol. 6 (Recopilatorio de Frontiers Records) (2008)

### Videos musicales
- "Bleed And Scream" (2012)
- "Wake Me Up" (2012)
- "The Hardest Part is Losing You" (2023)
- "Hearts Collide" (2023)
- "Got it!" (2023)

## Miembros

### Miembros actuales
- Erik Martensson: voz, bajo, guitarra rítmica. (1999-presente)
- Magnus Henriksson: guitarra solista. (1999-presente)
- Philip Crusner: batería. (2015-presente)
- Victor Crusner: bajo (2019-presente)

### Antiguos miembros
- Johann Berlin: batería,teclado. (2000-2006)
- Anders Berlin: batería, teclado. (1999-2000)
- Fredrik Folkare: bajo. (2004-2006)
- Robban Bäck: batería. (2006-2015)
- Magnus Ulfstedt: bajo (2014-2019), batería (2000-2006)